# Hôtel de la Caisse d'épargne d'Orléans
Pour d'autres hôtels homologues, voir Hôtel de la Caisse d'épargne.
L’hôtel de la Caisse d'épargne est un immeuble du XXe siècle situé à Orléans, dans le département du Loiret en région Centre-Val de Loire.
Il est inscrit monument historique en 2000.